# Sanda, Gotland
Sanda är en by i Gotlands kommun i Gotlands län och kyrkby i Sanda socken, belägen på västra Gotland cirka 5 kilometer norr om Klintehamn. Bebyggelsen som omfattas av småortsavgränsningen sträcker sig norrut från Sanda och den har betecknats av SCB som Sanda och Lekarve där Lekarve är en gård i norra Sanda. Från 2015 avgränsas här två småorter.
I Sanda ligger Sanda kyrka.
I den numera nedlagda järnvägsstationen föddes jazzmusikern Lars Gullin. Byggnaden inrymmer numera hem Gullinmuseet och drivs av Sanda Hembygdsförening.